# 第4飛行隊 (イスラエル空軍)
第4飛行隊（4 Squadron） は、イスラエル空軍創設以前にハガナーの航空部隊"Shirut Avir"に編成された小規模な偵察飛行隊である。

## 歴史
第4飛行隊はイスラエル独立宣言の直前、1948年4月に当時のパレスチナ地域のユダヤ人の武装組織であったハガナーの航空部隊"Shirut Avir"の4番目の飛行隊として誕生した。この頃、Shirut Avirにはテルアビブ飛行隊、ネゲヴ飛行隊、ガリラヤ飛行隊の3個飛行隊が編成されていた。
第4飛行隊はこれらの中で最も規模の大きかったテルアビブ飛行隊と同じ、スデ・ドブ基地で編成された小規模な写真偵察部隊で、運用機はオースター 1機、RWD-13 1機の計2機のみであった。
第4飛行隊が活動したのは実質"数週間程度"とされ、その後人員や機材は前述の飛行隊（おそらくテルアビブ飛行隊）に吸収され、最終的には第100飛行隊に統合されたと考えられる。